# 杨岐宗
杨岐宗，也稱杨岐派，是中国佛教禅宗五家七宗之一，是臨濟宗一派，其祖庭为江西萍乡市杨岐山普通寺，宋慶曆年间（1041年），为杨岐方会禅师所创，後傳至南宋大慧宗杲，大倡話頭禪，成為禪宗主流。
杨岐宗在中华佛教史上有着重要的地位和深远的影响。公元1246年中国僧人蘭溪道隆將杨岐派传入日本，至今为日本佛教大宗之一，信徒过百万以上。东亚、东南亚等许多国家和台湾地區也广有信徒。